# Le Vent des amoureux
Pour plus de détails, voir Fiche technique et Distribution.
Le Vent des amoureux est un documentaire franco-iranien réalisé par Albert Lamorisse, sorti en 1978. 
Albert Lamorisse perdit la vie dans un crash d'hélicoptère pendant le tournage. Le film a été nommé à l'Oscar du meilleur film documentaire.

## Fiche technique
- Titre original : Le Vent des amoureux
- Réalisation : Albert Lamorisse
- Scénario : Roger Glachant
- Musique : Hosein Dehlavi
- Production : Albert Lamorisse
- Pays d'origine :  France |  Iran
- Format : couleur - 35 mm - 1,85:1 - Dolby Digital
- Genre : documentaire
- Date de sortie : 1978

## Distribution
- Manuchehr Anvar : Narrateur